# 3 000 meter hinder för herrar i friidrott vid olympiska sommarspelen 2024
Herrarnas 3 000 meter hinder vid olympiska sommarspelen 2024 avgjordes den 5 och 7 augusti 2024 på Stade de France i Frankrike. 36 idrottare från 20 nationer deltog i tävlingen. Det var 24:e gången grenen fanns med i ett OS och den har funnits med i varje OS sedan 1920.

Video på loppets höjdpunkter.

Den regerande olympiska mästaren och vinnaren av världsmästerskapen 2022 och 2023 Soufiane El Bakkali återvände. Även den olympiska silvermedaljören Lamecha Girma, med en längre rad av silver som sträckte sig tillbaka till 2019, var tillbaka. År 2023 satte han nytt världsrekord. Det kenyanska laget skickade två nya deltagare, Amos Serem och Simon Koech, tillsammans med 2023 års bronsmedaljör Abraham Kibiwot för att försöka återställa sin historiska dominans.
I finalen hamnade Avinash Sable längst fram i klungan efter starten. Ingen utmanade honom och han läts vara ett par steg före. El Bakkali höll tillbaka under de första varven, helt säker på att det inte var produktivt att vara en del av striden förrän det räknades. De gamla rivalerna Kenya och Etiopien hade tre löpare var i finalen och kunde köra med lagtaktik. Efter ett och ett halvt varv tog etiopiern Getnet Wale ledningen, och då började hans lagkamrater Samuel Firewu och Girma att ta sig fram i klungan för att kunna ansluta till honom. El Bakkali, som förväntade sig att Girma skulle vara hans främsta konkurrent, höll sig nära honom så han kunde hålla koll på varje steg han tog. När Girma anslöt till sina lagkamrater längst fram var han skuggad av El Bakkali.
Med knappt tre varv kvar tog kenyanen Koech ledningen, men han var bara ett par steg före de bakom honom. Inte heller de längst bak i klungan var så långt borta. Alla löparna var samlade i klungan som bestod av ungefär fyra rader med fyra löpare i bredd. El Bakkalis marockanska lagkamrat Mohamed Tindouft tog över ledningen med ett och ett halvt varv kvar. Sedan, med 500 meter kvar, accelererade amerikanen Kenneth Rooks, som hade varit nära bakre delen av klungan från början av loppet, och nådde täten strax efter klockringningen som markerade sista varvet. Rooks djärva drag överraskade fältet och klungan började öppnas upp. När Rooks tog sig över sista varvets första hinder, som ofta är en avgörande punkt i loppen, skaffade han sig en ledning på fem meter före Firewu och Kibiwot. Då började El Bakkali och Girma som var precis bakom dem öka hastigeten bredvid varandra. Inför det tredje hindret, 200 meter före mål, låg Rooks fortsatt i ledningen fem meter före Girma som nu var på andra plats och spurtade ett par steg före El Bakkali på sin utsida och Kibiwot på sin insida. De tre kom till hindret nästan bredvid varandra. När Girma skulle ta sig över hindret fastnade han med ena benet och flög omkull i full fart, voltade och slog bakhuvudet i marken. Han låg orörlig över två banor vid foten av hindret av den viktiga barriären innan det sista vattenhoppet. El Bakkali reagerade snabbt och undvek en kollision med Girma genom att hoppa över hindret längst ut. Kibiwot fick hoppa över Girmas kropp för att fortsätta och tappade rytmen. Sedan var resten av fältet tvungna att reagera, hoppa längst ut på hindret eller hoppa långt för att undvika Girma. Med ett vattenhinder och ett hinder kvar separerade sig tre löpare från resten för att tävla om medaljerna. Rooks var fortfarande i ledning men nu två meter före El Bakkali och Kibiwot, som närmade sig snabbt. Den långa El Bakkali passerade Rooks när de närmade sig den sista barriären. Sen spurtade de tre mot mållinjen. El Bakkali kunde dra ifrån för att vinna guldmedaljen, och även om Kibiwot närmade sig kunde Rooks hålla undan för honom och ta silvret.
Girma bars medvetslös av banan på bår med ett nackskydd och fördes till sjukhus, där han återfick medvetandet och kunde tala. El Bakkali blev den förste att framgångsrikt försvara sin olympiska titel i denna gren. Rooks sprang nio sekunder snabbare än sitt personliga rekord och tog oväntad silvret.
| Spel                      | Guld                        | Silver            | Brons                 |
| 3 000 meter hinder herrar | Soufiane El Bakkali Marocko | Kenneth Rooks USA | Abraham Kibiwot Kenya |

## Kvalificering till OS-grenen
Kvalificeringsperioden för herrarnas 3 000 meter hinder var mellan 1 juli 2023 och 30 juni 2024. 36 idrottare kunde kvalificera sig till evenemanget, med högst tre idrottare per nation, genom att klara av kvalificeringsstandarden 8:15,00 sekunder eller genom sin världsranking i friidrott för denna gren. 36 idrottare deltog i tävlingen.

## Schema
Alla tider är CET.
| Datum          | Tid   | Omgång |
| -------------- | ----- | ------ |
| 5 augusti 2024 | 19:04 | Kval   |
| 7 augusti 2024 | 21:43 | Final  |

## Rekord
Innan tävlingens start fanns följande rekord:
| Rekord           | Idrottare               | Tid     | Plats                     | Datum           |
| ---------------- | ----------------------- | ------- | ------------------------- | --------------- |
| Världsrekord     | Lamecha Girma (ETH)     | 7:52,11 | Paris, Frankrike          | 9 juni 2023     |
| Olympiskt rekord | Conseslus Kipruto (KEN) | 8:03,28 | Rio de Janeiro, Brasilien | 17 augusti 2016 |

| Område                                   | Tid          | Idrottare          | Nation      |
| ---------------------------------------- | ------------ | ------------------ | ----------- |
| Afrika                                   | 7:52,11 0VR0 | Lamecha Girma      | Etiopien    |
| Asien                                    | 7:53,63      | Saif Shaheen       | Qatar       |
| Europa                                   | 8:00,09      | Mahiedine Mekhissi | Frankrike   |
| Nordamerika, Centralamerika och Karibien | 8:00,45      | Evan Jager         | USA         |
| Oceanien                                 | 8:09,64      | Geordie Beamish    | Nya Zeeland |
| Sydamerika                               | 8:14,41      | Wander Moura       | Brasilien   |

## Resultat
Noteringarnas förklaring finns längst ner.

### Kval
De fem första i varje heat 0Q0 plus en via dom  0qR0 gick till final.

#### Kval 1
| Placering | Idrottare           | Nation    | Tid     | Noteringar |
| --------- | ------------------- | --------- | ------- | ---------- |
| 1         | Soufiane El Bakkali | Marocko   | 8:17,90 | 0Q0        |
| 2         | Leonard Chemutai    | Uganda    | 8:18,19 | 0Q0        |
| 3         | Getnet Wale         | Etiopien  | 8:18,25 | 0Q0        |
| 4         | Daniel Arce         | Spanien   | 8:18,31 | 0Q0        |
| 5         | Ahmed Jaziri        | Tunisien  | 8:18,33 | 0Q0        |
| 6         | Amos Serem          | Kenya     | 8:18,41 | 0qR0       |
| 7         | Karl Bebendorf      | Tyskland  | 8:20,46 |            |
| 8         | Nicolas-Marie Daru  | Frankrike | 8:20,52 |            |
| 9         | Ruben Querinjean    | Luxemburg | 8:27,97 |            |
| 10        | James Corrigan      | USA       | 8:36,67 |            |
| 11        | Yassin Bouih        | Italien   | 8:40,34 |            |
| 12        | Bilal Tabti         | Algeriet  | 9:04,81 |            |

#### Kval 2
| Placering | Idrottare         | Nation     | Tid     | Noteringar |
| --------- | ----------------- | ---------- | ------- | ---------- |
| 1         | Mohamed Tindouft  | Marocko    | 8:10,62 | 0Q0, 0PB0  |
| 2         | Samuel Firewu     | Etiopien   | 8:11,61 | 0Q0        |
| 3         | Abraham Kibiwot   | Kenya      | 8:12,02 | 0Q0        |
| 4         | Ryuji Miura       | Japan      | 8:12,41 | 0Q0        |
| 5         | Avinash Sable     | Indien     | 8:15,43 | 0Q0        |
| 6         | Matthew Wilkinson | USA        | 8:16,82 |            |
| 7         | Nahuel Carabaña   | Andorra    | 8:19,44 |            |
| 8         | Osama Zoghlami    | Italien    | 8:20,52 |            |
| 9         | Alexis Miellet    | Frankrike  | 8:22,08 |            |
| 10        | Velten Schneider  | Tyskland   | 8:25,75 |            |
| 11        | Matthew Clarke    | Australien | 8:49,85 |            |
|           | Tomáš Habarta     | Tjeckien   |         | 0DNF0      |

#### Kval 3
| Placering | Idrottare             | Nation      | Tid            | Noteringar |
| --------- | --------------------- | ----------- | -------------- | ---------- |
| 1         | Lamecha Girma         | Etiopien    | 8:23,89        | 0Q0        |
| 2         | Kenneth Rooks         | USA         | 8:24,95 (.941) | 0Q0        |
| 3         | Simon Koech           | Kenya       | 8:24,95 (.942) | 0Q0        |
| 4         | Mohamed Amin Jhinaoui | Tunisien    | 8:25,24        | 0Q0        |
| 5         | Jean-Simon Desgagnés  | Kanada      | 8:25.28        | 0Q0        |
| 6         | Frederik Ruppert      | Tyskland    | 8:25.31        |            |
| 7         | Geordie Beamish       | Nya Zeeland | 8:25,86        |            |
| 8         | Ryoma Aoki            | Japan       | 8:29,03        |            |
| 9         | Louis Gilavert        | Frankrike   | 8:29,16        |            |
| 10        | Ben Buckingham        | Australien  | 8:32,12        |            |
| 11        | Topi Raitanen         | Finland     | 8:33,12        |            |
| 12        | Faid El Mostafa       | Marocko     | 8:39,48        |            |

### Final
| Placering | Idrottare             | Nation   | Tid     | Notering |       |
| --------- | --------------------- | -------- | ------- | -------- | ----- |
| 1         | Soufiane El Bakkali   | Marocko  | 8:06,05 |          |       |
| 2         | Kenneth Rooks         | USA      | 8:06,05 | 0PB0     |       |
| 3         | Abraham Kibiwot       | Kenya    | 8:06,47 |          |       |
| 4         | Mohamed Amin Jhinaoui | Tunisien | 8:07,73 | 0NR0     |       |
| 5         | Ahmed Jaziri          | Tunisien | 8:08,02 | 0PB0     |       |
| 6         | Samuel Firewu         | Etiopien | 8:08,87 |          |       |
| 7         | Simon Koech           | Kenya    | 8:09,87 |          |       |
| 8         | Ryuji Miura           | Japan    | 8:11,72 |          |       |
| 9         | Getnet Wale           | Etiopien | 8:12,33 |          |       |
| 10        | Daniel Arce           | Spanien  | 8:13,80 |          |       |
| 11        | Avinash Sable         | Indien   | 8:14,18 |          |       |
| 12        | Mohamed Tindouft      | Marocko  | 8:14,82 |          |       |
| 13        | Jean-Simon Desgagnés  | Kanada   | 8:19,31 |          |       |
| 14        | Amos Serem            | Kenya    | 8:19,74 |          |       |
| 15        | Leonard Chemutai      | Uganda   | 8:20,03 |          |       |
| –         | Lamecha Girma         | Etiopien |         | 0DNF0    |       |
| Källa:    | Källa:                | Källa:   | Källa:  | Vind:    | Vind: |